# 八幡城の合戦
八幡城の合戦（はちまんじょうのかっせん）は、慶長5年（1600年）に遠藤慶隆・金森可重と稲葉貞通・遠藤胤直との間で行われた美濃国郡上郡八幡城を巡る攻防戦。関ヶ原の戦いの前哨戦の一つ。北濃の戦いとも呼ばれる。

## 概要
豊臣秀吉の死後、慶長5年（1600年）に石田三成が徳川家康に対して挙兵すると、美濃国では岐阜城主織田秀信が三成方（西軍）に加担し、郡上郡八幡城主の稲葉貞通は、家康西上を阻止するため犬山城に入った。
小原（現加茂郡白川町）の遠藤宗家の慶隆と、犬地（同白川町）の胤直の両遠藤も共に秀信に招かれ西軍加担を勧誘されたが、慶隆はかつて八幡城主だったのを秀吉に改易された経緯もあり、弟の慶胤らと協議の上、家康方（東軍）に加担することを決めた。
しかし、胤直は秀信に加担を約し、上ヶ根に布陣した。慶隆はこれに対し子の慶勝を妙観寺に置いて守備させた。
慶隆が八幡城奪還を家康に願い出ると、胤直の西軍加担を知らなかった家康から、7月29日に郡上を両遠藤に与える許可が届いた。
慶隆は佐見村吉田に布陣し、上ヶ根に対峙した。
一方、胤直には秀信から鉄砲30丁と弾薬が送られ、慶隆への攻撃が開始された。
また、江戸にいた慶隆の娘婿金森可重は、家康の命で急遽本領の飛騨に戻ると、自身が坂本口から、別働隊が白川口から進入し、9月1日に八幡城を総攻撃する旨を慶隆に報せ、合流を促した。
八幡城では貞通が留守なため、末子の通孝が寡兵で守備しており、兵の不足を補うため領内の浪人・町人・農民の壮年者のほとんどを動員して、各所を固めた。
8月28日、慶隆は兵400余人を率いて小原を出陣し、稲葉勢の防備を避けて飛騨川を渡河して前進を続け、麻ヶ滝（現下呂市金山町）で稲葉勢守備隊を撃破すると、二隊に分かれて法師丸と野尻（旧和良村）に着陣した。
また、慶隆の弟慶胤らは、400余の兵で沓部口から攻め入った。
このころ稲葉貞通は、旧交のあった福島正則から密書により東軍参加を勧められ、それに従った。
そこで正則は、井伊直政らを介して慶隆・可重に八幡城攻撃の中止を求めたが、慶隆らはすでに出陣していた上、貞通が未だ犬山にあって後背も知りがたいと返答した。
9月1日には、慶隆軍は法師丸を出た後、楢ヶ峠で伏兵の銃撃を受け、転進して赤谷に布陣すると、そのうちの一隊が中野を焼き払った。
一方、金森可重の援軍は、坂本口から久須見（旧明宝村）に至って、稲葉勢に出会い戦闘を避けて転進し、滝山（現 郡上市八幡町小野）に布陣した。金森軍別働隊は、五町山に登って陣を構え、赤谷の慶隆と合わせて三方から八幡城を攻撃する態勢が整った。
同9月1日、遠藤軍は吉田川を渡り、守備側の柵を突破して、一隊が城の裏木戸に、慶隆本隊は大手に向かった。
可重軍は城北の搦め手に迫ったが、二重の濠に阻まれ、双方戦闘を繰り返すも決着しなかった。
その間、慶隆隊は大手から一の門に接近し、城内からの射撃に応戦の末、門内に乱入。裏木戸の守備兵を撃破した別隊も、二ノ曲輪に突入した。
一方、可重の一隊は二の丸に進撃したが、城兵の防戦に阻まれ、東木戸を破って二ノ曲輪に進入した。そのため、遠藤・金森両軍が誤ってしばらく同士討ちをしてしまうが、やがて連合して二ノ門から二ノ丸の攻撃を開始した。
また、搦め手でも金森軍と稲葉軍との攻防戦が続き、多数の死傷者を出した。日が暮れても両者の勝敗はつかず、寄せ手はそれぞれの陣営に退却した。
慶隆と可重は協議の結果、城中へ軍使を派遣して降伏勧告し、翌2日、両軍の和議が成立。慶隆は愛宕山に本陣を移した。
そこへ、8月21日付けの家康からの書状が届き、今度は慶隆一人に対して郡上一円が安堵された。
ところが、急を告げられた犬山の稲葉貞通が郡上に向かい、長子典通や中山城主の稲葉忠次郎もこれに従って、9月3日未明に八幡へ到着した。
その朝は霧が深かった上、和睦直後で油断していた愛宕山の遠藤勢は、稲葉勢に急襲され、遠藤慶重（長助）・鷲見保義（忠左衛門）・粥川五郎左衛門・粥川小十郎・餌取作助の五人が奮戦の末犠牲となって、慶隆はやっとのことで小野山の可重の陣まで逃げ延びた。
あるいは、慶隆側は油断してはおらず、川の対岸の稲葉勢が鉄砲を撃ちかけて渡河を始めると、同じく鉄砲で応戦し、稲葉勢の多くは川中で討死したものの、ついには愛宕を攻められて乱戦となり、慶隆は家臣に背負われ脱出。双方激戦で多数の死傷者を出した末、夜に入ってお互い退陣したともいう。貞通は八幡城に入ったものの、翌4日城中から使者を送り、再度和議が成立した。
慶隆は直ちに兵を東濃に戻すと、9月5日に上ヶ根の砦を攻撃し、胤直を降伏させ、使者を信濃の下諏訪にいた徳川秀忠に送って戦況を報告し、自身は家康の下に向かった。
秀忠からは感状が届き、慶隆は14日に赤坂（現大垣市）の家康本陣に到着して、家康と面会を果たし、戦況報告をした後、東軍に合流した。慶隆に降伏した貞通は伊勢に退き、家人の片桐智法が城に残っていたが、慶隆が復帰したことが知れ渡った郡上の各地では、稲葉氏の家人に乱暴を働く者が出て小競り合いが起こったが、稲葉氏家臣はこれに黙して耐えた。

## 戦後
関ヶ原の戦いで東軍が勝利すると、稲葉貞通は豊後国臼杵藩5万石に転封され、慶隆は11月上旬に八幡城を受け取り、中山城を接収した。同月15日に慶胤が死去し、慶隆は郡上全域2万7000石を領有した。